# Tagounite

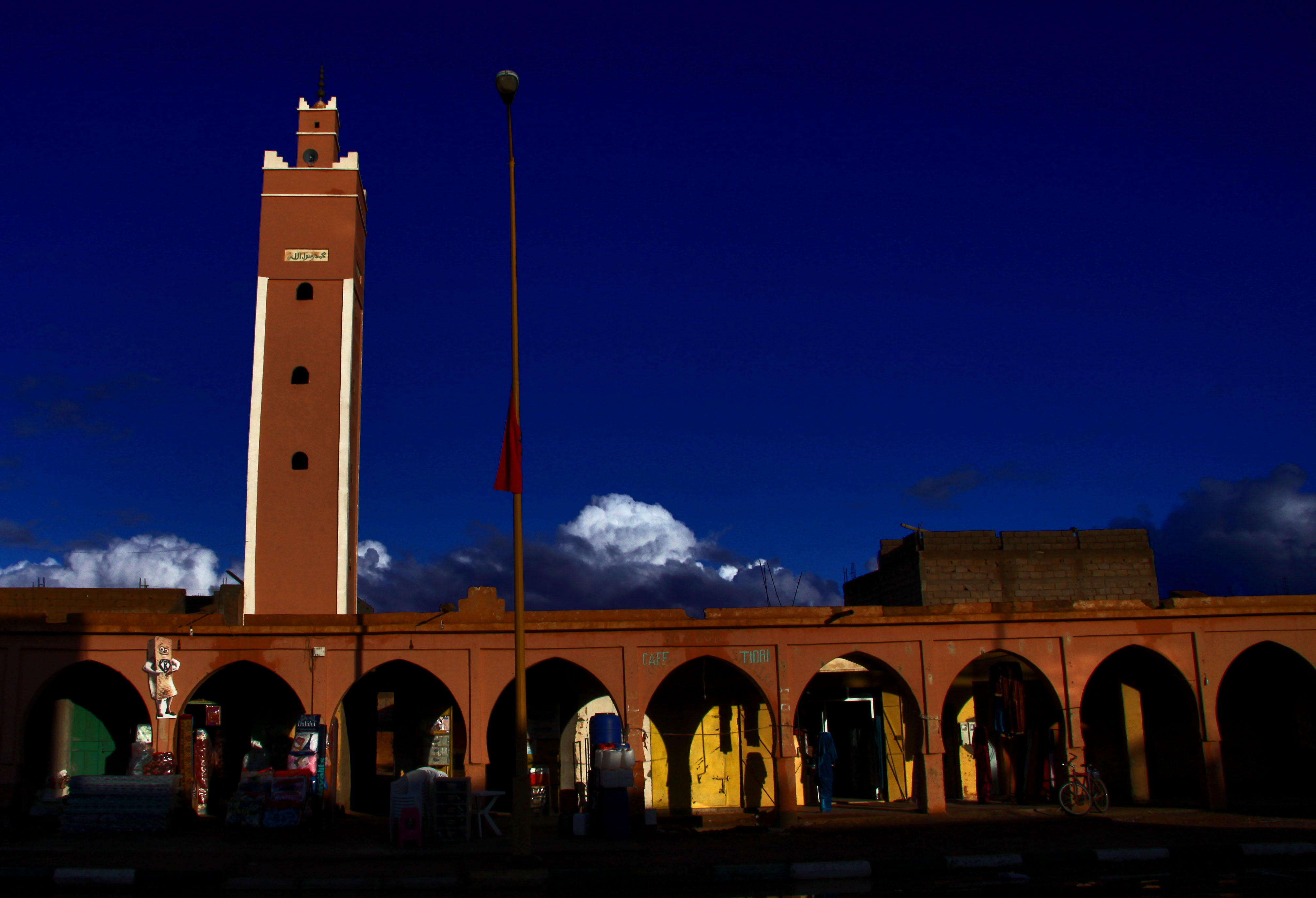
Tagounite, Moschee (2014)

Tagounite ist eine marokkanische Kommune in der Drâa-Tafilalet, Provinz Zagora.
Die Kommune liegt am Wadi Draa und hatte 2004 über 17000 Einwohner. Tagounite ist bekannt für seine verlassenen Kasbahs und Tighremts sowie die zahlreichen Meteoritenteile, die in der Gegend gefunden wurden. Die Kommune war bis zum Massenexodus marokkanischer Juden nach Israel ein Zentrum der marokkanischen Juden.